# Prvenstvo Zagrebačkog nogometnog podsaveza 1920./21.
Prvenstvo Zagrebačkog nogometnog podsaveza 1920./21. bilo je drugo po redu nogometno natjecanje u organizaciji Zagrebačkog nogometnog podsaveza. Igralo se zasebno prvenstvo Zagreba u tri jakosna razreda, te zasebna prvenstva župa. Natjecanje u Zagrebu započelo u studenom 1920. godine, a završilo u kolovozu 1921. godine. U izjednačenoj borbi za prvaka presudila je utakmica između HAŠK-a i Građanskog 24. srpnja 1921. godine (4:2 za HAŠK). Prvenstvo ZNP-a službeno je završeno završnom utakmicom između prvaka Zagreba i prvaka Pokrajine ZNP-a 19. ožujka 1922. godine. HAŠK je uvjerljivo bio bolji 16:0 od vinkovačke Cibalije.

## Natjecateljski sustav
U izlučnom dijelu natjecanja odigrana su zasebna prvenstva Župa i prvenstvo Zagreba. Prvaci Župa međusobno su po kup-sustavu igrali za prvaka pokrajine Zagrebačkog nogometnog podsaveza. U prvenstvu Zagreba momčadi su bile podijeljene u 3 jakosna razreda (dvokružni natjecateljski sustav, pobjeda = 2 boda, neodlučeno = 1 bod, poraz = bez bodova). Prvak I. razreda prvenstva Zagreba i prvak Pokrajine Zagrebačkog nogometnog podsaveza završnom utakmicom odlučivali su o prvaku Zagrebačkog nogometnog podsaveza 1920./21.

## Rezultati

### Prvenstvo Zagreba – I. razred
| mj | naziv kluba | uta | pob | neo | izg | pop | pri | bod |
| -- | ----------- | --- | --- | --- | --- | --- | --- | --- |
| 1. | HAŠK        | 14  | 12  | 1   | 1   | 60  | 11  | 25  |
| 2. | Građanski   | 14  | 12  | 0   | 2   | 63  | 8   | 24  |
| 3. | Concordia   | 14  | 10  | 2   | 2   | 43  | 14  | 22  |
| 4. | Šparta      | 14  | 6   | 1   | 7   | 29  | 41  | 13  |
| 5. | Ilirija     | 14  | 5   | 0   | 9   | 38  | 32  | 10  |
| 6. | Croatia     | 14  | 3   | 2   | 9   | 11  | 54  | 8   |
| 7. | Viktorija   | 14  | 3   | 1   | 10  | 12  | 41  | 7   |
| 8. | Slavija     | 14  | 1   | 1   | 12  | 11  | 56  | 3   |

- HAŠK je izborio plasman u završnicu prvenstva
- Slavija je ispala u II. razred

### Prvenstvo Zagreba – II. A razred
| mj | naziv kluba | uta | pob | neo | izg | pop | pri | bod |
| -- | ----------- | --- | --- | --- | --- | --- | --- | --- |
| 1. | Slaven      | 12  |     |     |     |     |     | 17  |
| 2. | Željezničar | 12  |     |     |     |     |     | 16  |
| 3. | Tipografija | 12  |     |     |     |     |     | 14  |
| 4. | Derby       | 12  |     |     |     |     |     | 14  |
| 5. | Poštanski   | 12  |     |     |     |     |     | 11  |
| 6. | Sava        | 12  |     |     |     |     |     | 9   |
| 7. | Zmaj        | 12  |     |     |     |     |     | 3   |

- Slaven je izborio plasman u I. razred sljedeće sezone

### Prvenstvo Pokrajine
Prvenstvo Pokrajine Zagrebačkog nogometnog podsaveza 1921. godine osvojila je vinkovačka Cibalia

### Završnica
19. ožujka 1922. godine: HAŠK – Cibalia 16:0

## Prvaci
Hrvatski akademski športski klub iz Zagreba: 
Dragutin Friedrich, Eugen Dasović, Vjekoslav Župančić, Ivan Benković, Mihajlo Mujdrica, Tavčar, Kahn, Dušan Zinaja, Nikola Grdenić, Eugen Plazzeriano, Ivan Šojat, Vladimir Vinek, Flick